# Châteauguay
Châteauguay ist eine Stadt im Südwesten der kanadischen Provinz Québec. Sie liegt in der Verwaltungsregion Montérégie, etwas mehr als 20 km südwestlich von Montreal und rund 40 km nördlich der Grenze zum US-Bundesstaat New York. Châteauguay gehört zur regionalen Grafschaftsgemeinde (municipalité régionale du comté) Roussillon, hat eine Fläche von 35,95 km² und zählt 47.906 Einwohner (Stand: 2016).

## Geographie
Châteauguay liegt in der Region Rive-Sud beidseits des Rivière Châteauguay, einem Nebenfluss des Sankt-Lorenz-Stroms. Am nördlichen Stadtrand teilt sich der Fluss in zwei Mündungsarme auf, die in den Lac Saint-Louis fließen. Zwischen den beiden Mündungsarmen liegt die Île Saint-Bernard. Der Seeuferbereich ist trotz der Nähe der Stadt nicht überbaut und weist ausgedehnte Feuchtgebiete auf. Nachbargemeinden sind Léry im Westen, Sainte-Martine im Südwesten, Mercier im Süden, Saint-Isidore im Südosten sowie das Indianerreservat Kahnawake im Osten.

## Geschichte

### Französische Herrschaft
Am 29. September 1673 belehnte der Gouverneur Neufrankreichs de Frontenac den Seigneur von Longueuil Charles Lemoyne zusätzlich mit dem Gebiet um das spätere Châteauguay, um daraus eine Seigneurie zu machen. 1683 ließ er ein befestigtes Haus, das als le Chasteau bekannt war, auf der Île Saint-Bernard errichten, 1688 folgte eine Windmühle. Dort lebten zwei Familien und sechs weitere Personen. Den Namen Châteauguay übernahm man vom gleichnamigen Ort im heutigen französischen Département Puy-de-Dôme. 1685 wurden die Kämpfe mit den Briten so heftig, dass die Bewohner sich in das Hinterland zurückzogen.
Auf den ersten Grundherrn folgte 1706 Zacharie Robutel de La Noue. Seine Familie hatte die Grundherrschaft bis zur britischen Eroberung inne. 1765 ging sie an Marguerite d’Youville von den Sœurs de la Charité de Montréal über. Marguerite, die aus vermögendem Hause stammte, setzte zum Erwerb der Gegend einen erheblichen Teil ihres Besitzes ein. Die Erträge wurden überwiegend zur Versorgung der etwa 150 Armen eingesetzt, für die sich die Schwestern verantwortlich fühlten. Dabei ging aus den Aufzeichnungen von Marguerite hervor, dass die lokalen Indianer nach wie vor Ansprüche auf die Insel erhoben, die sie allerdings als „injustes“ (ungerechtfertigt) qualifizierte.
1725 bestand in der Seigneurie Châteauguay immer noch nur eine dauerhafte Siedlung, nämlich Châteauguay selbst, mit 15 Häusern. Montreal bestand zu dieser Zeit aus 701 Häusern. Die Region um Montreal spielte insgesamt eine zentrale Rolle für die Rekrutierung der Voyageurs, die den Pelzhandel durchführten. Etwa die Hälfte dieser Männer kamen von der Île de Montréal, weitere 30 % aus der Gegend um Trois-Rivières, der Rest aus Varennes und Châteauguay.

### Britische Herrschaft
Auch während der britischen Kolonialherrschaft ab 1760 bzw. 1763 blieb Châteauguay ein wichtiges Zentrum lokaler Machtausübung. In den nächsten Jahren errichteten die Schwestern aus Montreal eine Bäckerei und ermutigten die Ausfuhr der vor Ort produzierten Lebensmittel nach Montreal und in den Süden. 1775 begann der Bau der Kirche Saint-Joachim, ab 1777 war eine dauerhafte Pfarrstelle besetzt. 1813 wurde der Ort ein Vorposten der britischen Armee im Krieg gegen die USA. Am 26. Oktober 1813 fand die Schlacht am Châteauguay statt. Colonel Charles-Michel de Salaberry gelang es mit seinen 300 Männern, die eingedrungenen Amerikaner gefangenzusetzen. Dennoch blieb die Region auch nach dem Krieg von den durch die Grenznähe bedingten Spannungen zwischen den beiden Staaten gekennzeichnet.

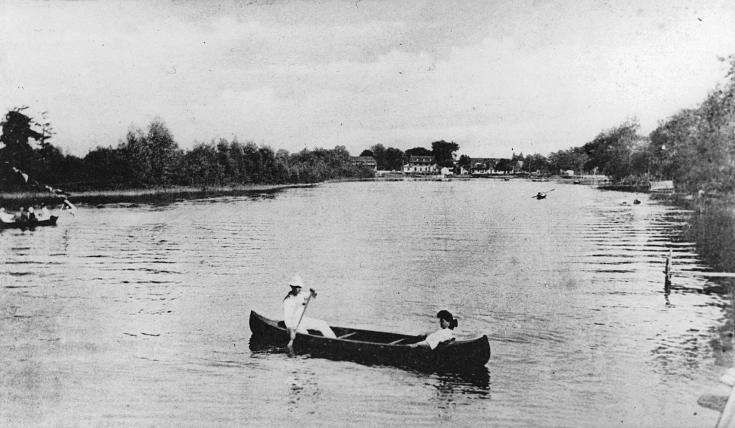
Rivière Châteauguay, 1910

Dennoch bestanden über Jahrzehnte gravierende Mängel in der regionalen Organisation. So beklagte eine Kommission 1826, dass es in Châteauguay nicht einmal einen Richter gab. Während der Rebellionen von 1837 besetzten britische Truppen die Stadt und deportierten mehrere Aufständische nach Australien. Im November 1838 kam es hier, wie in einigen anderen Orten, zu Aufständen gegen die Seigneurie. 1854 wurde die Seigneurie aufgehoben und die Gemeinde wählte ihren ersten Bürgermeister. Die Ausfuhr von Agrarprodukten wie Butter und Käse, insbesondere in die nahe gelegenen USA, wurde zu einer wichtigen Lebensgrundlage.

### Weitere Entwicklung
Auch nach der Gründung des kanadischen Bundesstaates im Jahr 1867 lebte der Ort weitgehend von der Landwirtschaft. Doch um 1900 begann die Abholzung der Umgebung, um den Holzbedarf der Metropolen zu decken. Die heutige Stadt entstand aus der Fusion mit Châteauguay-Heights im Jahr 1968 sowie der Eingemeindung von Châteauguay-Centre im Jahr 1975. Die Stadt erwarb 1997 das älteste Wohnhaus in der Region Monterégie, die Maison LePailleur von 1792. Dort ist die 1989 gegründete Société du Musée du Grand Châteauguay seit 1998 ansässig.

## Sehenswürdigkeiten

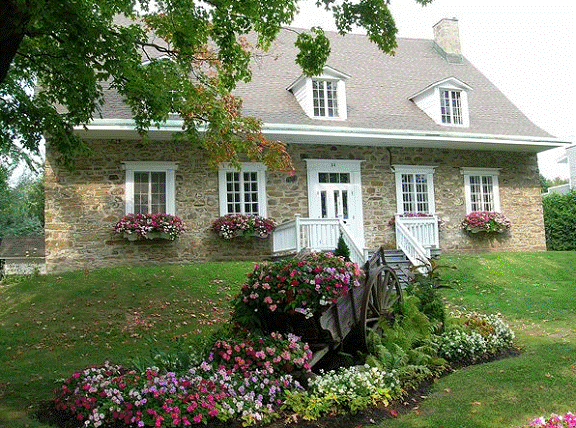
Maison LePailleur

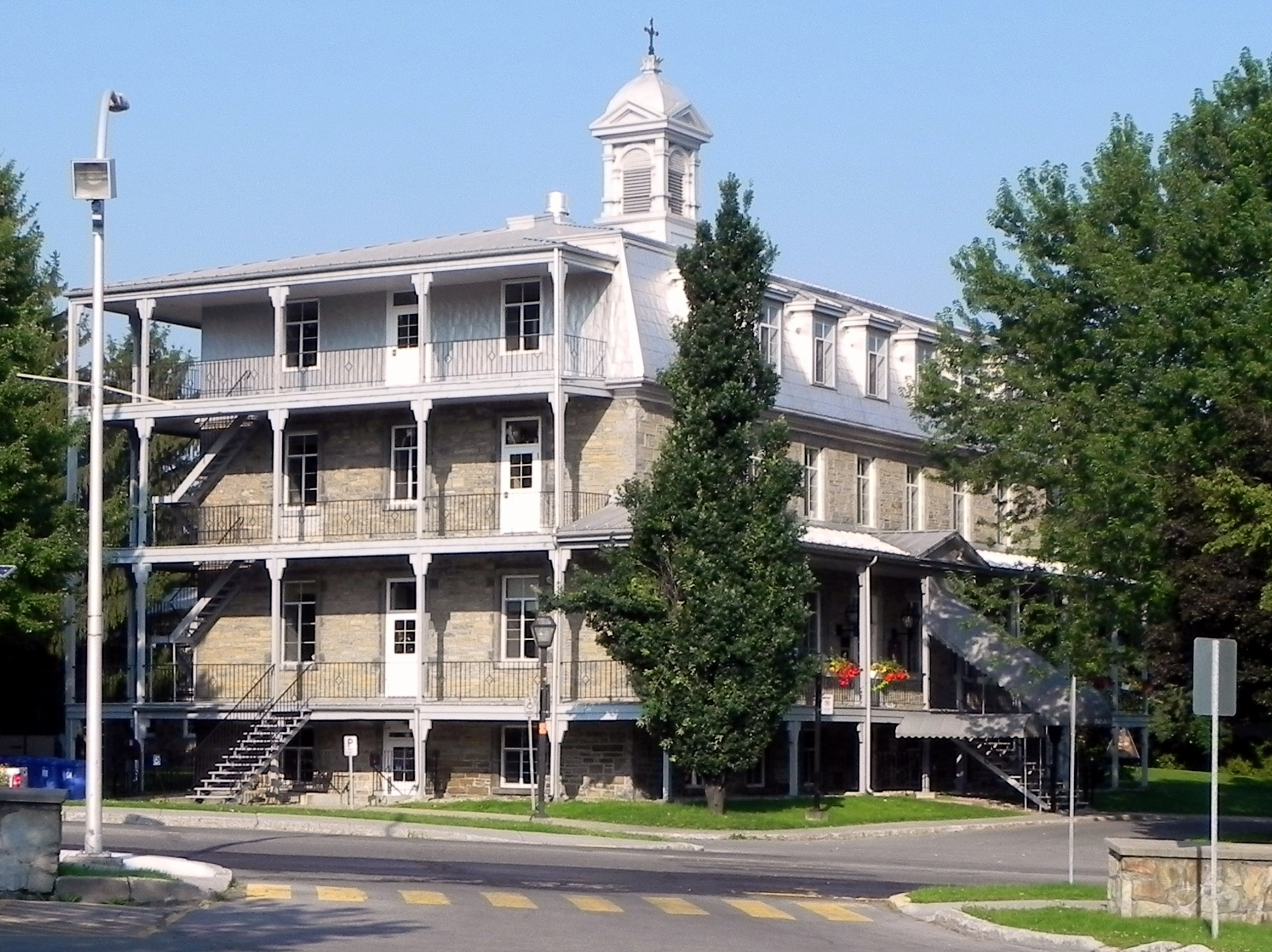
Rathaus

In Châteauguay gibt es zwei National Historic Sites: Das Schlachtfeld der Schlacht am Châteauguay wird durch eine Gedenktafel gekennzeichnet, die zwischen 1774 und 1797 errichtete Kirche Saint-Joachim ist ein bekanntes Beispiel der neobarocken Architektur im Sankt-Lorenz-Tal. Weitere Sehenswürdigkeiten sind das ehemalige Kloster der Sœurs de la Charité mit angrenzendem Kirchenbezirk, das 1792 erbaute Maison LePailleur und die Île-Saint-Bernard-Windmühle.

## Bevölkerung
Gemäß der Volkszählung 2011 zählte Châteauguay 45.904 Einwohner, was einer Bevölkerungsdichte von 1279 Einw./km² entspricht. 60,0 % der Bevölkerung gaben Französisch als Hauptsprache an, der Anteil des Englischen betrug 26,8 %. Als zweisprachig (Französisch und Englisch) bezeichneten sich 1,7 %, auf andere Sprachen und Mehrfachantworten entfielen 11,5 % (darunter 2,3 % Spanisch). Ausschließlich Französisch sprachen 29,7 %, ausschließlich Englisch 12,2 %. Im Jahr 2001 waren 78,0 % der Bevölkerung römisch-katholisch, 13,7 % protestantisch und 5,6 % konfessionslos.

## Verkehr
Dem südlichen Stadtrand entlang verläuft die Autoroute 30. Diese Autobahn beginnt in Vaudreuil-Dorion, umfährt den Ballungsraum Montreal weiträumig und endet in Sorel-Tracy. Eine wichtige überregionale Hauptstraße ist die Route 132, die dem Südufer des Sankt-Lorenz-Stroms folgt. Von dieser zweigt die Route 138 ab. Die durch die Stadt führende Eisenbahnstrecke wird derzeit nur für den Güterverkehr genutzt. Mehrere Buslinien der Gesellschaft CIT du Sud-Ouest erschließen die Stadt und verbinden diese mit Montreal.

## Partnerstädte
Es bestehen Städtepartnerschaften mit Cambrai und Châteaugay in Frankreich sowie mit Moose Jaw in der kanadischen Provinz Saskatchewan.

## Persönlichkeiten
- Kim St-Pierre (* 1978), Eishockeyspielerin
- Martin Gilbert (* 1982), Radrennfahrer
- Corey Crawford (* 1984), Eishockeyspieler
- Rick Genest (1985–2018), Model und Performance-Künstler
- Mélissa Citrini-Beaulieu (* 1995), Wasserspringerin
- Vanessa Gilles (* 1996), Fußballspielerin